# Zinkoxid
Zinkoxid er en uorganisk forbindelse med den kemiske formel ZnO. ZnO er et hvidt pulver, der er næsten uopløseligt i vand med stuetemperatur, og som bruges som tilsætningsstof i en lang række materialer og produkter, inklusive gummi, plastik, keramik, glass, cement, smøremiddel, maling, salver, lim, fugemasse, pigmenter, madvarer, batterier, ferritter, brandhæmmende materialer og førstehjælpstape. Selvom stoffet optræder i naturen i mineralet sinkit, så bliver størstedelen af den zinkoxid, der bruges på verdensplan, fremstillet syntetisk.
ZnO en halvleder fra II-VI halvledergruppen. Halvlederens naturlige doping skyldes vakante områder uden oxygen eller zink er af n-typen. Denne type halvleder har flere eftertragtede egenskaber som god gennemsigtighed, høj elektronmobilitet, bred båndbreedde og høj stuetemperaturs luminescens. Disse egenskaber er værdifulde i flere nye applikationer som: transparente elektroder i flydende krystalskærme, energibesparende eller termovinduer og elektronik som meget tynd transistorfilm samt lysdioder.